# 버튼 크레인
버튼 크레인(영어: Burton Crane, 1901년 1월 23일~ 1963년 2월 3일)는 미국의 언론인이다. 일본에서 뉴욕 타임스 경제특파원으로 활동했으며, 한국 전쟁의 종군 기자로 활동했다.